# Üsküdar
Üsküdar – dzielnica Stambułu w Turcji. Jego miastem partnerskim jest Zenica w Bośni i Hercegowinie. Starożytny Chryzopol.